# ジャニーズJr.一覧
- ジャニーズJr. > ジャニーズJr.一覧

ジャニーズJr.一覧（ジャニーズジュニアいちらん）は、現役のジュニア（旧ジャニーズJr.）の氏名を五十音順にまとめた一覧である。
なお、退所した「元ジャニーズJr.」のメンバーについては、「過去のジャニーズ所属者」の項目を参照。

## ジュニア
検証可能な人物のみ掲載。

### あ
- 青木滉平[2]
- 安嶋秀生[3]
- 阿達慶[4]
- アンダーソンフェニックス[5]

### い
- 猪狩蒼弥[6]
- 壹岐碧[7]
- 稲葉通陽[8]
- 井上瑞稀[9]
- 岩﨑大昇[10]
- 岩崎楓士[11]

### う
- ヴァサイェガ渉[12]
- 上原剣心[13]
- 浮所飛貴[14]
- 内田煌音[15]
- 内村颯太[16]

### お
- 大澤龍太郎[17]
- 岡橋亮汰[18]
- 織山尚大[19]

### か
- 川﨑皇輝[20]
- 川﨑星輝[21]

### き
- 岸蒼太[22]
- 北川拓実[23]

### く
- 久保廉[24]
- 黒田光輝[25]

### こ
- 小久保向一朗[26]
- 小山十輝[27]
- 今野大輝[28]

### さ
- 作間龍斗[29]
- 佐々木大光[30]
- 佐藤龍我[31]
- 佐野斗真[32]

### し
- 新宮楓真[33]

### す
- 末永光[34]
- 菅田琳寧[35]
- 鈴木瑛朝[36]
- 鈴木悠仁[37]

### せ
- 関翔馬[38]
- 善如寺來[39]

### そ
- 染谷樹[40]

### た
- 高橋奏琉[41]
- 髙橋曽良[42]
- 高橋礼[43]
- 瀧陽次朗[44]
- 竹村実悟[45]
- 田代海瑠[46]
- 田仲陽成[47]
- 田村海琉[48]

### ち
- 千井野空翔[49]

### て
- 寺澤小十侑[50]

### と
- 豊田陸人[51]

### な
- 長瀬結星[52]
- 中村浩大[53]
- 中村嶺亜[54]
- 那須雄登[55]
- 鍋田大成[56]

### に
- 西中秀太[57]
- 西原至[58]
- 西巻染[59]

### は
- 橋本涼[60]
- 馬場律樹[61]
- 羽村仁成[62]
- 林蓮音[63]
- 林田芯[64]

### ひ
- 檜山光成[65]
- 平田光寛[66]

### ふ
- 深田竜生[67]

### ほ
- 堀口由翔[68]

### ま
- 松浦銀志[69]
- 松尾龍[70]
- 真虎[71]

### み
- 三原健豊[72]
- 宮岡大愛[73]
- 宮部敬太[74]
- 宮部聡太[75]

### も
- 元木湧[76]
- 本髙克樹[77]

### や
- 矢花黎[78]
- 山井飛翔[79]
- 山岸想[80]
- 山越源斗[81]
- 山崎旺夏[82]

### よ
- 横田大都[83]

### わ
- 和田優希[84]
- 渡辺惟良[85]

## 関西ジュニア
検証可能な人物のみ掲載。

### い
- 池川侑希弥[86]
- 石垣仁[87]
- 伊藤篤志[88]
- 井上蒼生[89]
- 井上一太[90]
- 岩倉司[91]

### う
- 上垣廣祐[92]
- 上田凱吏[93]
- 浦陸斗[94]

### お
- 大内リオン[95]
- 大田蒼空[96]
- 大西風雅[97]
- 岡佑吏[98]
- 岡夢人[99]
- 岡﨑彪太郎[100]
- 岡田耕明[101]
- 岡野すこやか[102]

### か
- 亀井碧空[103]
- 亀井海聖[104]
- 川口拓馬[105]

### き
- 北野快浬[106]
- 北村仁太郎[107]

### こ
- 小尾颯[108]

### さ
- 嵜本孝太朗[109]
- 笹田陽之介[110]

### し
- 塩山直太朗[111]
- 芝理音[112]
- 嶋﨑斗亜[113]

### す
- 角紳太郎[114]

### せ
- 瀬川嵐太[115]
- 千田藍生[116]

### た
- 田﨑駿斗[117]
- 田所蒼大[118]
- 谷口尊星[119]

### て
- デービスジョシュ[120]

### な
- 永岡蓮王[121]
- 中川亜音[122]
- 中川惺太[123]
- 中崎結翔[124]
- 仲田慎平[125]
- 中本輝[126]

### に
- 西野統真[127]
- 西野湊人[128]
- 西村拓哉[129]

### の
- 野田開仁[130]
- 野母一晟[131]

### は
- 伯井太陽[132]
- 橋本誠吾[133]
- 濱出顕斗[134]

### ふ
- 藤田真暢[135]
- 藤本有惺[136]

### ま
- 真弓孟之[137]
- 丸岡晃聖[138]

### み
- 三浦慎ノ亮[139]

### も
- 元重瑛翔[140]
- 森ケイン[141]

### や
- 山上琉偉[142]
- 山中一輝[143]

### わ
- 渡邉大我[144]